# ال.ای. گانز
ال. ای. گانز (به انگلیسی: L.A. Guns) یک گروه گلم متال آمریکایی از لس آنجلس است که در سال ۱۹۸۳ تشکیل شد. ترکیب گروه در حال حاضر متشکل از تریسی گانز (گیتار اصلی)، فیل لوئیس (خوانندهٔ اصلی)، ایس فون جانسون (گیتار ریتم، بک خواننده)، جانی مارتین (بیس، بک خواننده)، آدام همیلتون (درام استودیویی) و شان دانکن (درام اجرای زنده) است. اولین تجسم این گروه توسط تریسی گانز و راب گاردنر در سال ۱۹۸۳ تشکیل شد و با گروه لس آنجلسی هالیوود رز (به انگلیسی: Hollywood Rose) ادغام شد و گروه گانز ان روزز را در مارس ۱۹۸۵ تشکیل داد. پس از مدت کوتاهی در آن گروه، تریسی گانز، ال.ای. گانز را با ترکیب جدیدی متشکل از پل بلک، میک کریپس، رابرت استودارد و نیکی الکساندر اصلاح کرد. به زودی فیل لوئیس خوانندهٔ سابق گروه Girl جایگزین بلک می‌شود و کلی نیکلز، بیسیست سابق گروه Faster Pussycat به گروه اضافه شد. بعدها، الکساندر جای خود را به استیو رایلی درامر سابق گروه وسپ داد که به عنوان «ترکیب کلاسیک» ال.ای. گانز شناخته می‌شود. آنها در اواخر دههٔ ۱۹۸۰ و اوایل دههٔ ۱۹۹۰ به موفقیت متوسطی دست یافتند. با این حال، گروه تغییرات زیادی در ترکیب خود داشت (با رایلی که ثابت‌ترین عضو بود) و نتوانست توجه جریان اصلی را دوباره به خود جلب کند.
«ترکیب کلاسیک» گروه در سال ۱۹۹۹ دوباره متحد شد و شروع به ضبط مطالب جدید کرد. با این حال، گروه به تغییر ترکیب ادامه داد و تریسی گانز در نهایت این گروه را ترک کرد تا با نیکی سیکس از ماتلی کرو در سال ۲۰۰۲، ابرگروه هارد راک Brides of Destruction را تشکیل دهد. ال.ای. گانز بدون تریسی گانز ادامه داد و گیتاریست استیسی بلیدز را جایگزین او کرد. با این حال، پس از تصمیم گانز برای تعطیلی ابرگروه Brides of Destruction در سال ۲۰۰۶، گانز دوباره گروه تریسی گانز را تشکیل داد. ترکیب این گروه شامل اعضای سابق ال.ای. گانز، پل بلک و نیکی الکساندر و همچنین جرمی گانز بود (اگرچه ترکیب در نهایت تغییر کرد)، و گروه در نهایت نام خود را به ال.ای. گانز تغییر داد. هر دو گروه تا سال ۲۰۱۲ به ضبط و تور با نام ال.ای. گانز ادامه دادند، تا زمانی که نسخهٔ گروه تحت رهبری تریسی گانز منحل شد. استیو رایلی در سال ۲۰۲۳ درگذشت.

## تاریخچه

### شکل‌گیری و گانز ان روزز (۱۹۸۵–۱۹۸۳)
ال.ای. گانز اولین بار در سال ۱۹۸۳ توسط گیتاریست تریسی گانز و درامر راب گاردنر شکل گرفت. اولین ترکیب شامل مایک جاگوس خواننده، اوله بیچ و گاردنر بود. گانز، گاردنر و جاگوس در دبیرستان فیرفکس با هم آشنا شدند و قبلاً در گروهی به نام Pyrrhus با نوازندهٔ بیس، دنی تول نواختند. این ترکیب اولین ای‌پی گروه، نسخۀ کلکسیونی شمارۀ ۱ را ضبط کرد، قبل از اینکه جاگوس توسط اکسل رز جایگزین شود. این آلبوم که در ابتدا بر روی وینیل منتشر شده بود، توسط چاک روزا، گیتاریست بلوز/راک، تولید و مهندسی شد و در Raz Records (یک ناشر مستقل موسیقی مستقر در هالیوود، به نام مدیر گروه، راز کیو) منتشر شد. همین مطالب بعداً به عنوان یک دیسک جایزه با آلبوم گردآوری‌شده هالیوود راو در سال ۲۰۰۴ منتشر شد.
اکسل رز پیش از تشکیل هالیوود رز، گروه Rapidfire را رهبری کرد، گروهی که پس از معرفی گیتاریست‌های ایزی استرادلین و کریس وبر به یکدیگر توسط گانز تشکیل شد. پس از جدایی هالیوود رز، در سال ۱۹۸۴، اکسل رز خواننده، به ال.ای. گانز پیوست. با این حال، هالیوود رز برای مدت کوتاهی با بازگشت رز، استرادلین، وبر و استیو دارو دوباره متحد شد و گاردنر درامر ال.ای. گانز نیز به گروه پیوست. وبر، که برای نقل مکان به شهر نیویورک رفت، به زودی توسط تریسی گانز جایگزین شد. این گروه نام خود را به گانز ان روزز (ترکیب نام‌های ال.ای. گانز و هالیوود رز) با ترکیبی متشکل از اکسل رز، تریسی گانز، ایزی استرادلین، اوله بیچ و راب گاردنر تغییر داد.
بیچ در نهایت توسط داف مک‌کگن جایگزین شد در حالی که تریسی گانز گروه را ترک کرد (پس از درگیری با رز)، و اسلش جایگزین او شد. مک‌کگن به نوشتن نمایش‌هایی پرداخت که بین ساکرامنتو و سیاتل برگزار می‌شد، که «تور جهنم» نام‌گذاری شد. در طول این مدت، گاردنر گروه را ترک کرد و استیون ادلر جایگزین او شد و این ترکیب به عنوان «ترکیب کلاسیک» گانز ان روزز شناخته شد.

### اصلاحات و موفقیت جریان اصلی (۱۹۹۲–۱۹۸۵)
بعداً، در سال ۱۹۸۶، تریسی گانز با میک کریپس، پل بلک، نیکی الکساندر و رابرت استودارد، خوانندهٔ سابق The Dogs D'Amour، ال.ای. گانز را اصلاح کرد و برای مدت کوتاهی گیتاریست این گروه شد و با همکاری یکدیگر آهنگ «Nothing to Lose» را نوشتند، که در اولین آلبوم ال.ای. گانز ظاهر شد. در ابتدا، این گروه قرار بود Faster Pussycat نامیده شود اما به زودی نام ال.ای. گانز را دوباره به کار بردند. پس از نوشتن مطالب و پخش برنامه‌ها، گروه با پلی گرام قرارداد امضا کرد. بلک به زودی توسط فیل لوئیس خوانندهٔ سابق Girl جایگزین شد در حالی که کلی نیکلز (قبلاً از Faster Pussycat) به ترکیب اضافه شد.
آنها اولین آلبوم خود را با نام ال.ای. گانز با تهیه‌کننده جیم فاراچی ضبط کردند. این آلبوم شامل شش آهنگ بود که توسط خوانندهٔ سابق، پل بلک نوشته شده بود («بدون رحم»، «اقدام جنسی»، «یک دلیل دیگر»، «هیچ چیز برای از دست دادن»، «عوضی برگشته است» و «بلیت یک طرفه») در حالی که، پس از اتمام آلبوم، الکساندر با درامر سابق وسپ، استیو رایلی جایگزین شد. این آلبوم در سال ۱۹۸۸ از طریق پلی‌گرام/ورتیگو رکوردز منتشر شد و در رتبهٔ ۵۰ بیلبورد ۲۰۰ قرار گرفت. پس از تور کوتاهی برای حمایت از آلبوم، گروه به استودیو بازگشت تا آلبوم جدید خود را با تهیه‌کنندگان دوآین بارون، جان پردل و تام ورمن ضبط کند. اگرچه گروه (لوئیس، گانز، کریپس، نیکلز و رایلی) مواد آلبوم را نوشتند، «Never Enough» مشارکت‌های بیشتری از پل بلک، گرگ تریپ و فیل روی داشت. رابین زاندر و  ریک نیسلن، هر دو از گروه Cheap Trick نیز در این آلبوم حضور داشتند.
آلبوم جدید ال.ای. گانز با عنوان خمیده و بارگذاری‌شده که در سال ۱۹۸۹ منتشر شد، در رتبهٔ ۳۸ بیلبورد ۲۰۰ قرار گرفت در حالی که تک آهنگ «تصنیف جین» به ترتیب به رتبهٔ ۲۵ و ۳۳ در جدول اصلی راک و بیلبورد هات ۱۰۰ رسید. این آلبوم پس از دریافت گواهینامهٔ RIAA، طلایی و در نهایت پلاتینیوم شد. آنها سومین آلبوم خود را با عنوان خون‌آشام‌های هالیوود در سال ۱۹۹۱ منتشر کردند که در رتبهٔ ۴۲ بیلبورد ۲۰۰ قرار گرفت. تک‌آهنگ‌های «Kiss My Love Goodbye» و «It's Over Now» به ترتیب در رتبه‌های ۱۶ و ۲۵ در جدول اصلی راک قرار گرفت و همچنین «It's Over Now» به رتبهٔ ۶۲ در بیلبورد هات ۱۰۰ رسید. درامر رایلی در سال ۱۹۹۲ پس از تور اروپا با گروه اسکید رو، به اتهام حمله به لوئیس از ال.ای. گانز اخراج شد.

### آلبوم دایرهٔ باطل و تغییرات ترکیب (۱۹۹۹–۱۹۹۳)
با توجه به افزایش محبوبیت جنبش گرانج سیاتل، گروه چند سال برای ضبط مطالب جدید منتظر ماند. در طول این مدت، گانز برای مدتی کوتاه در ابرگروه Contraband شرکت کرد، گروهی که توسط آلن کواچ، گرد هم آمده بود. این گروه شامل خواننده ریچارد بلک (از Shark Island)، مایکل شنکر (از گروه اسکورپیونز، یوفو و Michael Schenker)، شر پدرسن (از Vixen) و بابی بلاتزر (از رت) بود. آنها یک آلبوم با نام خود را در سال ۱۹۹۱ منتشر کردند که به رتبهٔ ۱۸۷ در بیلبورد ۲۰۰ رسید، و با تک آهنگ «All the Way from Memphis»، که به رتبهٔ ۱۲ در جریان اصلی نمودار راک رسید، قبل از انحلال، به موفقیت متوسطی دست یافتند.
در اواسط دههٔ ۱۹۹۰ با درامر مایکل گرسما، ال.ای. گانز چهارمین آلبوم خود را با عنوان دایرۀ باطل ضبط و در سال ۱۹۹۴ با شکست آلبوم در جدول منتشر کرد. این ضعیف‌ترین آلبوم آن‌ها تا به امروز بود و اولین تغییر عمدهٔ گروه بعد از آن انجام شد. درامر سابق رایلی برای پیوستن مجدد به گروه برای تور بعدی دعوت شد. با این حال، لوئیس و کریپس از گروه جدا شدند و کریس ون دال خواننده به جای لوئیس و جانی کریپت جایگزین کریپس در گیتار ریتم شد. پلی‌گرام به زودی گروه را که قبلاً جلسات آلبوم بعدی را شروع کرده بودند، به دنبال فروش کم دایرهٔ باطل کنار گذاشت. نیکلز نیز متعاقباً گروه را ترک کرد، در این مرحله کریپت به بیس روی آورد. گروه چهار قطعهٔ ضبط شده با نام آلبوم هاردکور آمریکایی تحت تأثیر از گروه پنترا را به پایان رساند، که در سال ۱۹۹۶ از طریق سی‌ام‌سی اینترنشنال منتشر شد و این آلبوم نیز در جدول شکست خورد.
این گروه یک بار دیگر خوانندگان خود را تغییر داد و رالف سائنز که قبلاً از گروه The Atomic Punks بود، برای ضبط آلبوم چندآهنگه هدر رفته که در سال ۱۹۹۸ منتشر شد را به خدمت گرفت و در نهایت جیزی پرل، خوانندهٔ سابق Love/Hate را در ۱۹۹۹ به گروه اضافه کرد. با ترکیبی متشکل از پرل، گانز، کریپت و رایلی، گروه آلبوم جدید خود را با تهیه‌کنندگی گیلبی کلارک گیتاریست سابق گانز ان روزز ضبط کردند. گروه آلبوم را با عنوان بنفش کوچک شده در سال ۱۹۹۹ از طریق Perris Records قبل از رفتن به تور همراه با گروه پویزن منتشر کرد.

### اتحاد مجدد و خروج تریسی گانز (۲۰۰۲–۱۹۹۹)
یک آلبوم تلفیقی از آهنگ‌های دوباره ضبط‌شده و مطالب جدید، با عنوان Greatest Hits and Black Beauties، در تابستان ۱۹۹۹ منتشر شد. علیرغم اینکه گروه تحت رهبری پرل به تازگی مطالب جدیدی را منتشر کرده بود، بنفش کوچکشده، در این مدت، گروه «کلاسیک» ال.ای. گانز با فیل لوئیس، میک کریپس و کلی نیکلز که در پاییز به گروه بازگشتند و برای حمایت از آلبوم تلفیقی آنها در این مدت یک آلبوم زنده با عنوان Live: A Night on the Strip ضبط کردند که سال بعد منتشر شد. در همان سال، آنها خمیده و بارگذاری‌شده را با عنوان خمیده و دوباره بارگذاری‌شده را دوباره ضبط و در کلئوپاترا رکوردز منتشر کردند. هم کریپس و هم نیکلز گروه را در آستانهٔ یک تور تابستانی در سال ۲۰۰۰ ترک کردند و با گیتاریست گروه Faster Pussycat، برنت مسکات و نوازندهٔ بیس، مادی جایگزین شدند.
برای ضبط آلبوم جدید خود، کریپس به ترکیب بازگشت و جایگزین مسکات شد و کیبوردهای آلبوم را ضبط کرد. تولید شده توسط گیلبی کلارک، آلبوم مردی در ماه را گروه در سال ۲۰۰۱ از طریق Spitfire Records  منتشر کرد در حالی که کف رتکلیف گیتاریست سابق گروه Pretty Boy Floyd به گروه اضافه شد. مدتی بعد، مادی به همراه رتکلیف و کریپس گروه را ترک کردند و آدام همیلتون نوازندهٔ بیس جدید گروه شد، با نیکی سیکس، نوازندهٔ بیس ماتلی کرو. همیلتون، نوازندهٔ بیس ال.ای. گانز برای مدت کوتاهی با این گروه درگیر بود (به عنوان نوازندهٔ کیبورد)، که توسط خواننده لندن لی‌گراند و درامر گروه Adema، کریس کولز تکمیل شد. جان کورابی، سابقاً از ماتلی کرو و The Scream، قرار بود جای گانز را در طول دومین مشکل با گروه Cockstar در تور ال.ای. گانز با آلیس کوپر پر کند. با این حال، خود کورابی به زودی به Cockstar می‌پیوندد و جایگزین همیلتون می‌شود. Cockstar نام خود را به Brides of Destruction تغییر داد.
در همین حال، ال.ای. گانز ضبط آلبوم جدید خود را در اواخر آوریل ۲۰۰۲ تکمیل کرد، با انتشار یک رکورد، با عنوان بیدار کردن مردگان، در همان سال با نقدهای مثبت. در ژوئن، گروه تور خود را با گروه‌های دیگر شامل وارنت، رت، FireHouse و داکن به عنوان بخشی از تور راک فست آغاز کرد. با این حال، آنها به زودی از ناشر خود حذف شدند. آنها همچنین از تور با آلیس کوپر پس از خروج گانز از گروه در اکتبر به منظور تمرکز بر پروژهٔ خود با Sixx، خارج شدند، اگرچه او استدلال می‌کرد که او هرگز گروه را ترک نکرد.

### دو گروه ال.ای. گانز

#### ال.ای. گانز فیل لوئیس (۲۰۱۲–۲۰۰۲)

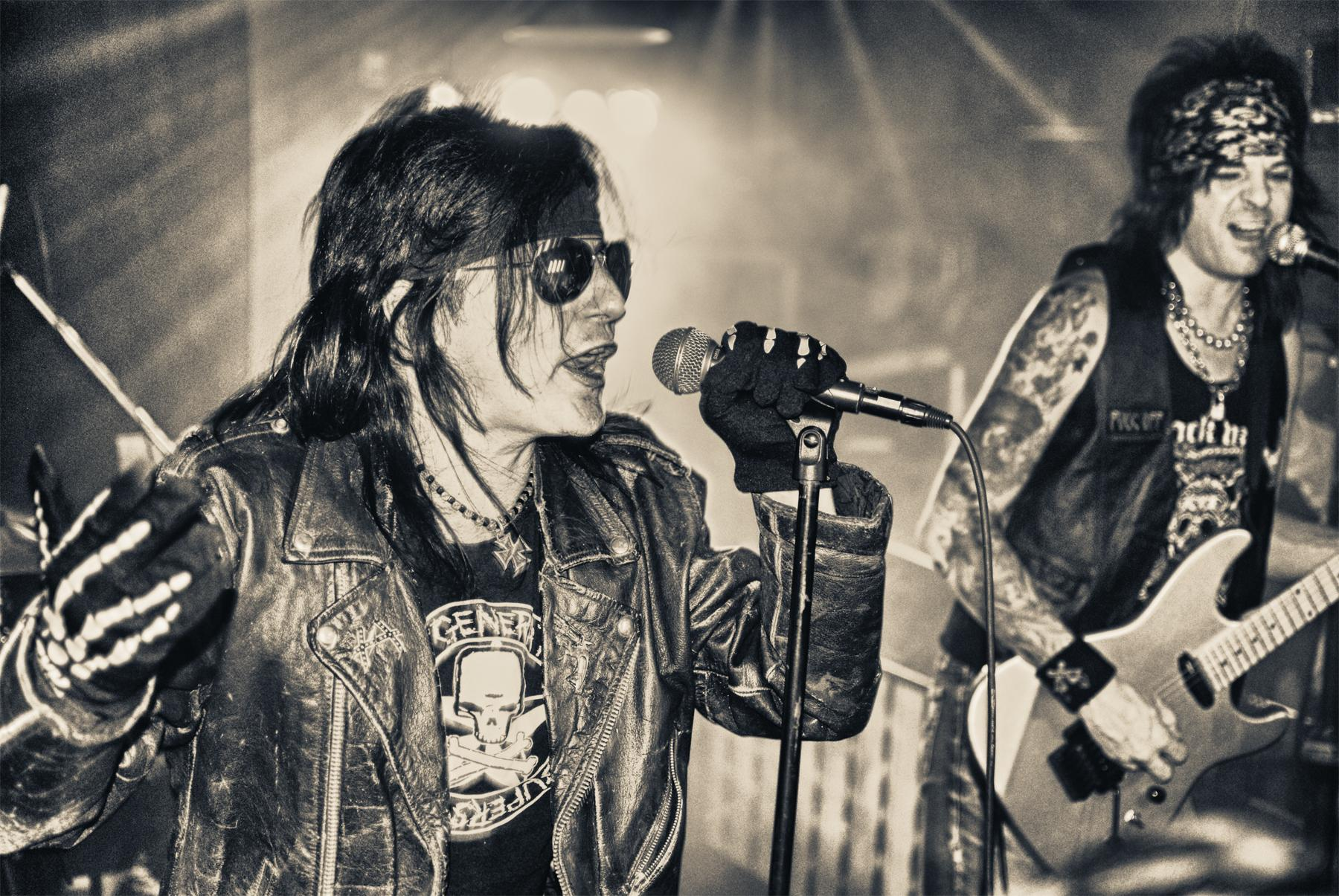
فیل لوئیس در حال اجرا با ال.ای. گانز فیل لوئیس در سپتامبر ۲۰۱۰

علیرغم خروج گانز، گروه در حمایت از آلبوم بیدار کردن مردگان ادامه داد و در سال ۲۰۰۳ با ترکیبی متشکل از لوئیس، رایلی، همیلتون، گیتاریست سابق برنت مسکات و گیتاریست جدید کری کلی (قبلاً از Big Bang Babies و اسلشز اسنیک پیت) تور برگزار کرد. گروه در نهایت گیتاریست استیسی بلیدز را به خدمت گرفت، و مسکات و کلی گروه را ترک کردند، در سال ۲۰۰۴ در حالی که آنها همچنین آلبوم جلدی را با عنوان Rips the Covers Off منتشر کردند. لوئیس در مورد اضافه شدن بلیدز به ترکیب، اظهار داشت که «استیسی واقعاً یک مرد و بازیکن حرفه‌ای است. ما واقعاً خوش شانس بودیم که او را پیدا کردیم و او یک مرد هالیوودی دیگر است. من نظراتی را خوانده‌ام که در آن آنها او را تریسی (گانز) شبیه‌سازی شده نامیده‌اند، اما او این‌طور نیست. او قطعاً مرد خودش است.
با استخدام اندی جانز و بروس ویتکین، گروه شروع به ضبط یک مورد جدید با ترکیب فعلی گروه کرد که نتیجه آن آلبوم قصه‌هایی از نوار بود، که در سال ۲۰۰۵ از طریق ناشر Shrapnel Records منتشر شد. در مصاحبه‌ای در سال ۲۰۰۶، لوئیس خواننده اظهار داشت که ترجیح می‌داد آلبوم را با یک ناشر بزرگتر منتشر کند در حالی که او همچنین آلبوم را به یک دمو تشبیه می‌کرد.

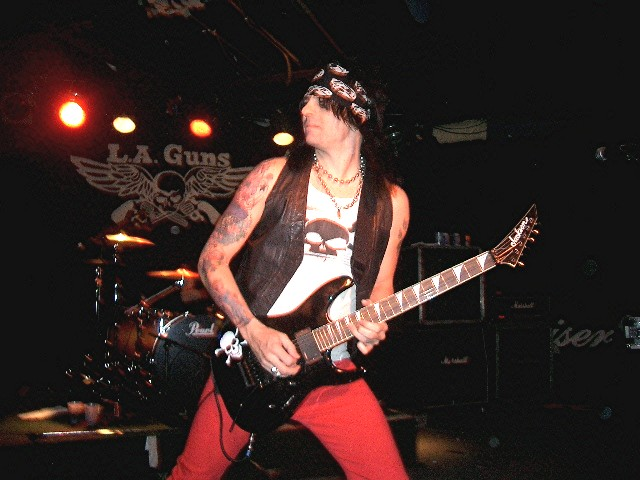
استیسی بلیدز با ال.ای. گانز در سال ۲۰۰۸

در سپتامبر همان سال، گروه آلبوم زندهٔ بلند و خطرناک: پخش زنده از هالیوود را منتشر کرد و سپس به اجرای مجموعه‌ای از برنامه‌ها در کالیفرنیا و همچنین یک تاریخ برای حمایت از گروه رت در پنسیلوانیا رفت.
در ژانویه ۲۰۰۷، گروه یک سری تاریخ تور ایالات متحده را در حمایت از آلبوم قصه‌هایی از نوار اعلام کرد. در ماه مارس، همراه با تاریخ‌های بیشتر تور، ال.ای. گانز خروج همیلتون بیسیست را اعلام کرد که متعاقباً با اسکات گریفین جایگزین شد. تاریخ‌های بیشتری برای برگزاری تور در استرالیا اعلام شد که در اکتبر برگزار می‌شود، و همچنین تاریخ‌هایی در اروپا که از گروه Hanoi Rocks پشتیبانی می‌کنند، در نوامبر برگزار می‌شود. آنها به زودی اعلام کردند که تاریخ‌های اروپایی تا سال ۲۰۰۸ به تعویق افتاد، اما گروه Hanoi Rocks بیانیه‌ای صادر کرد و گفت که تور با حمایت ال.ای. گانز «هرگز به‌طور رسمی توسط گروه تأیید نشد».
در ۵ ژوئیه ۲۰۰۹، گریفین نوازندهٔ بیس گروه را ترک کرد و کنی کوئینز (قبلاً از Beautiful Creatures) جایگزین او شد. در ژانویه ۲۰۱۱، کوئینز گروه را ترک کرد و گریفین به گروه بازگشت.
در ۷ مارس ۲۰۱۲، گروه آلبوم استودیویی جدیدی به نام هالیوود برای همیشه را اعلام کرد که در ۵ ژوئن همان سال منتشر شد.

#### ال.ای. گانز تریسی گانز (۲۰۱۲–۲۰۰۶)

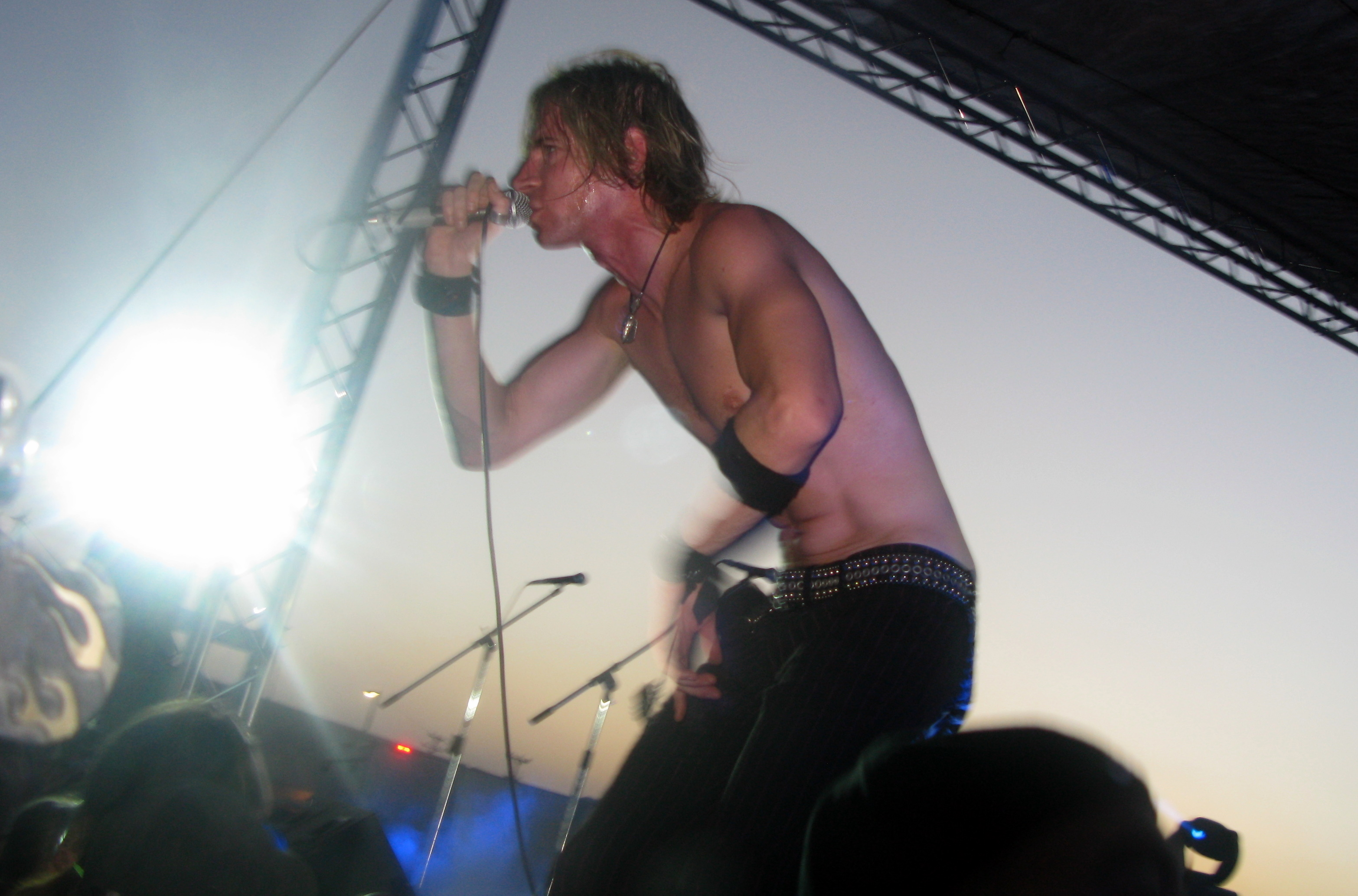
خوانندهٔ سابق مارتی کیسی در حال اجرا با ال.ای. گانز در سال ۲۰۰۸

در سال ۲۰۰۶، پس از تصمیم گانز برای وقفه گذاشتن در گروه Brides of Destruction، گیتاریست سابق ال.ای. گانز، تریسی گانز، گروه تریسی گانز را با اعضای سابق ال.ای. گانز، پال بلک و نیکی الکساندر و همچنین جرمی گانز، بیسیست اجرای زندهٔ Brides of Destruction، تشکیل داد. این گروه یک تور در ایالات متحده با برنامه‌هایی برای اجرای آهنگ‌هایی از ال.ای. گانز، Brides of Destruction و تریسی گانز و همچنین کاور آهنگ‌های مختلف اعلام کرد. پیش از این، در سال ۲۰۰۵، بلک دموهایی را با عنوان لیست سیاه  منتشر کرد که در زمان او با ال.ای. گانز در دههٔ ۸۰ ضبط شده بود.
از آنجایی که تریسی گانز حقوق نام گروه را در اختیار داشت (به همراه استیو رایلی)، در تابستان ۲۰۰۶ نام گروه تریسی گانز (به انگلیسی: The Tracii Guns Band) را به ال.ای. گانز تغییر داد و درگیری ایجاد کرد، زیرا اکنون دو گروه تحت نام ال.ای. گانز وجود داشت. در اکتبر همان سال، در جریان جشن بیستمین سالگرد باشگاه Cathouse، در هالیوود، فیل لوئیس پس از دعوت توسط خواننده پل بلک، برای اجرای دونفری «Rip and Tear» به ال.ای. گانز از تریسی گانز روی صحنه پیوست. علی‌رغم امیدواری‌های بلک مبنی بر اینکه این کار تنش بین دو ترکیب را کاهش دهد، لوئیس بعداً اظهار داشت که «تریسی [گانز] به همان خوبی که او است، مجبور شده است تا با این افراد اجرا کند. اگر قرار بود کاری انجام دهند در بیست سال گذشته انجام می‌دادند، اما هیچ کاری انجام ندادند.»
در سال ۲۰۰۷، الکساندر با درامر چاد استوارت با گروهی که در آمریکای جنوبی، اروپا و همچنین تورهای متعدد در ایالات متحده اجرا می‌کردند، جایگزین شد. در دسامبر، نسخهٔ تریسی گانز از اتاق رختکن گروه در جریان یک نمایش در McGuffy's در دیتون، اوهایو مورد سرقت قرار گرفت. اقلام گرفته شده شامل کیف پول، «یک بلک بری و یک بطری ویسکی جک دنیلز» بود. دزد بعداً با وسایلی که به گروه بازگردانده شده بود دستگیر شد.
گانز در ژانویه ۲۰۰۸ اعلام کرد که گروه قرار است آلبوم جدیدی را ضبط کند و اظهار داشت که «در ماه آوریل/مه به کانادا می‌روند تا چیزهای جدید را در مکانی بسیار خلوت ضبط کنند تا ما هیچ مزاحمتی نداشته باشیم و در واقع بتوانیم این کار را انجام دهیم.» آنها تاریخ را در ایالات متحده و آمریکای جنوبی در فوریه اعلام کردند. با این حال، آنها اعلام کردند، در ماه مارس، تور آمریکای جنوبی با شروع ضبط آلبوم جدید خود، با نام آزمایشی Pretty in Black، با تهیه‌کننده استیو تامپسون، به تعویق افتاد. در همان ماه، آنها به عنوان یکی از بازیگران دومین جشنواره Rocklahoma تأیید شدند. مارتی کیسی، خوانندهٔ گروه Lovehammers، پس از دعوت شدن توسط بیسیست جرمی گانز، به گروه ملحق شد که قراردادی را با الکسوس رکوردز امضا کرده بود، در نوشتن مواد استودیویی. پل بلک در ماه مارس از گروه جدا شد، در حالی که الک بائر به عنوان دومین گیتاریست گروه اضافه شد.
تا ژوئن، گروه آلبوم جدید را با کیسی تکمیل کرده بود و قصد داشت آلبوم را تا پایان سال منتشر کند. آنها همچنین یک پایلوت برای وی‌اچ‌وان ضبط کردند که در آن نقطه در شبکه‌های مختلف خرید می‌شد. همچنین اعلام شد که «نام گروه ال.ای. گانز برای این برنامهٔ تلویزیونی و آلبوم نخواهد بود، اما ما برخی از برنامه‌ها و جشنواره‌های نوستالژی را به عنوان ال.ای. گانز برگزار خواهیم کرد.» گروه در سال‌های ۲۰۰۸ و ۲۰۰۹ تور برگزار کرد. با این حال، کیسی برای ضبط و انتشار آلبوم جدید خود Heavy Crown در سال ۲۰۰۹ به Lovehammers بازگشت. در حالی که گروه منتظر تاریخ انتشار آلبوم جدید خود و همچنین تصمیم‌گیری در مورد نام جدیدی برای گروه بودند، جیزی پرل خوانندهٔ سابق ال.ای. گانز به گروه بازگشت در حالی که گیتاریست آلک بائر گروه را ترک کرد.
در فوریه ۲۰۱۰، ال.ای. گانز اعلام کرد که قراردادی را با ناشر استیو وای، Favored Nations، امضا کرده است، برای انتشار «دوباره لوکس» از بنفش کوچک شده، تنها آلبوم استودیویی ال.ای. گانز که با صدای جیزی پرل بود که در همان سال منتشر شد. این آلبوم با آثار هنری جدید و پنج آهنگ جایزهٔ زنده توسط ترکیب فعلی گروه بسته‌بندی شد. گروه یک رویداد بدون پلاگ را اعلام کرد که در کافه هتل در لس آنجلس، کالیفرنیا، در فوریه ۲۰۱۱ برگزار شد، به استثنای جرمی گانز، اعضای سابق ال.ای. گانز، مادی، میک کریپس، و همچنین دنی نوردال و دونی گری. در ماه مارس، جرمی و استوارت هر دو گروه را ترک کردند. اگرچه نوردال به‌طور موقت جانشین جرمی شد، در حالی که استوارت قبل از پیوستن هر دو به Faster Pussycat باقی ماند. بعداً تأیید شد که با پیوستن دونی گری به عنوان درامر جدید آنها، جرمی به ترکیب بازگشت. در سپتامبر، اعلام شد که پرل با شرایط خوب گروه را ترک کرده است، و دیلانا، فینالیست سابق راک استار: سوپرنوا به جای او پیوست. اریک گروسمن نوازندهٔ پشتیبان نیز به عنوان جانشین جرمی معرفی شد. اما پس از ۷۱ روز حضور در گروه، دیلانا از گروه جدا شد و تونی وست از بلک لیست یونیون جایگزین او شد. تیم استرلینگ، نوازندهٔ سابق گروه The Whiskey Rebellion، گزارش داد که با دیدن دیلانا در حال انجام یک بررسی صوتی با ال.ای. گانز، «متکبرانه‌ترین و خودپسندانه‌ترین رفتاری بود که من تا به حال از یک نوازنده نسبت به گروه و گروه خود دیده‌ام.» طبق سایت رسمی فیسبوک ال.ای. گانز، در ژانویه ۲۰۱۲، اسکات فاستر هریس جایگزین وست شد. همچنین اعلام شده است که ال.ای. گانز تریسی گانز تور خداحافظی خود را در اروپا برگزار خواهد کرد و سپس با نام Tracii Guns' League of Gentlemen برگزار خواهد شد. اریک گروسمن از آن زمان اعلام کرد که از ال.ای. گانز جدا شده است. بعداً جانی مارتین در بیس جایگزین او شد و گروه استیو پریچ را در گیتار، ارگ و پیانو اضافه کرد و این ترکیب را به ۵ قطعه افزایش داد.

### انحلال گروه تریسی گانز (۲۰۱۵–۲۰۱۲)

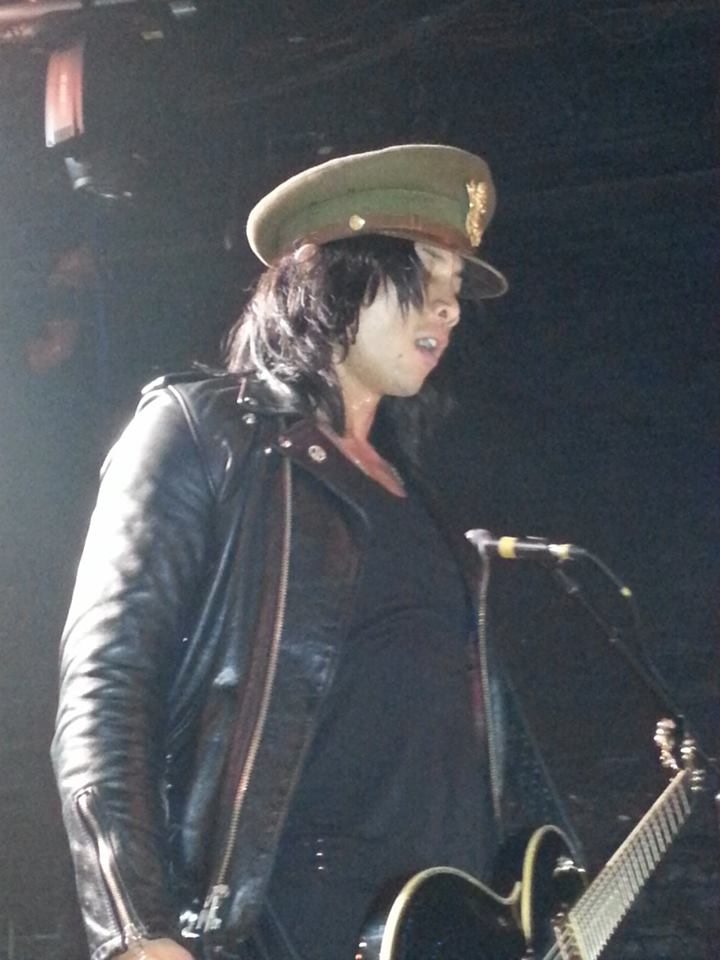
اجرای مایکل گرانت در سال ۲۰۱۴

گانز در ماه ژوئیه اعلام کرد که با نسخهٔ خود از ال.ای. گانز به پایان رسیده است و تنها گروه تحت رهبری فیل لوئیس باقی مانده است که تحت این نام اجرا می‌کنند. در ۱۲ دسامبر، گیتاریست استیسی بلیدز خروج خود از ال.ای. گانز را اعلام کرد. پنج روز بعد، فرانک ویلسی به عنوان گیتاریست جدید به گروه پیوست. در ۱۶ ژانویه، ال.ای. گانز یک دی وی دی ویدیویی جدید به نام Live in Concert، شامل ویدیوی اجرای گروه در جشنواره راک M3 در ماه مه ۲۰۱۲، سه موزیک ویدیو و یک مستند در مورد ساخت هالیوود برای همیشه، اعلام کرد. قرار بود دی وی دی از طریق کلئوپاترا رکوردز در ۱۲ فوریه منتشر شود. در ۱۷ ژانویه ۲۰۱۳، اعلام شد که ویلسی گروه را ترک کرده است. مایکل گرانت از Endeverafter جایگزین او شد.
در ۹ مارس ۲۰۱۴، خوانندهٔ اصلی مایکل جاگوس در سن ۴۸ سالگی درگذشت. در سپتامبر ۲۰۱۴، گروه فاش کرد که گریفین رفته و کوئینز بازگشته است.

### اتحاد مجدد بین تریسی گانز و فیل لوئیس / استیو رایلی و کلی نیکلز نسخهٔ ال.ای. گانز (۲۰۱۶–اکنون)
در ۳۱ می ۲۰۱۶، اعلام شد که فیل لوئیس و تریسی گانز برای اولین بار پس از ۱۴ سال با نام «ال.ای. گانز فیل لوئیس + تریسی گانز» برای چند برنامه، از جمله سه برنامه در آمریکای جنوبی در ژوئیه، جشنوارهٔ راک Hair Nation در ارواین در ۱۷ سپتامبر و Rock N Skull Fest در جولیت، ایلینوی در ۲۷ اکتبر با هم برنامه اجرا خواهند کرد.. این ترکیب از ال.ای. گانز شامل لوئیس و گانز به همراه بیسیست جانی مارتین (که قبلاً یکی از اعضای نسخهٔ گروه تریسی گانز بود) و درامر شین فیتزگیبون، به همراه مایکل گرانت از گروه استیو رایلی در تور با گروه به عنوان گیتاریست دوم شد.
در سپتامبر ۲۰۱۶، هفته‌نامه لس آنجلس گزارش داد که لوئیس و گانز قصد دارند آلبوم جدیدی را با هم تحت نام ال.ای. گانز برای Frontiers Records ضبط کنند که در ابتدا برای انتشار در ژوئن ۲۰۱۷ در نظر گرفته شده بود. این آلبوم توسط یک تور جهانی پشتیبانی شد که با دو نمایش در Whisky a Go Go در وست هالیوود، کالیفرنیا در مارس ۲۰۱۷ آغاز شد.
در دسامبر ۲۰۱۶ لوئیس اعلام کرد که ال.ای. گانز را ترک می‌کند و خاطرنشان کرد: «با دلی سنگین باید به شما اطلاع دهم که از ۱ ژانویه ۲۰۱۷ دیگر عضوی از این خط نخواهم بود. احساس می‌کنم تا آنجا که بودم پیش رفته‌ام. می‌توانم در این گروه باشم، اما اگر بیرون نروم و روی خودم و چیز جدیدی که آینده‌ای دارد تمرکز نکنم، دچار رکود می‌شوم». بعداً مشخص شد که لوئیس قرار بود با نسخهٔ تریسی گانز اجرای ال.ای. گانز روبرو شود و او فقط نسخهٔ گروه استیو رایلی را ترک می‌کرد. قرار بود نسخهٔ گروه تحت رهبری استیو رایلی در جشنواره راک M3 در مریلند در ماه مه ۲۰۱۹ اجرا کند.
اعلام شد که ال.ای. گانز برای ضبط آلبوم جدیدی به نام صلح گمشده وارد استودیو خواهد شد که در ۱۳ اکتبر ۲۰۱۷ منتشر شد. نسخهٔ تریسی گانز اعلام کرد که در سال ۲۰۱۸ تور استرالیا و نیوزلند را برگزار خواهند کرد. در ۷ مارس ۲۰۱۸، اعلام شد که گیتاریست سابق Endeverafter، مایکل گرانت، ال.ای. گانز را ترک کرد تا به دنبال علایق دیگری از جمله پروژه انفرادی خود Michael Grant and the Assassins باشد. گرانت بعداً فاش کرد که از گروه اخراج شده و داوطلبانه آن را ترک نکرده است. جانی موناکو، گیتاریست Enuff Z'Nuff، جایگزین گرانت شد، اما چند ماه بعد توسط همیلتون جایگزین شد. در ژوئیه ۲۰۱۸، ال.ای. گانز دوازدهمین آلبوم استودیویی خود را با نام شیطانی که می‌شناسید منتشر کرد که در مارس ۲۰۱۹ منتشر شد.
در ژانویه ۲۰۲۰، گانز و لوئیس از رایلی به دلیل استفاده از نام ال.ای. گانز شکایت کردند. در ۲۳ آوریل ۲۰۲۱، آنها این اختلاف را در دادگاه برای گانز و اوئیس با حفظ نام ال.ای. گانز حل کردند، در حالی که رایلی مجبور شد نسخه‌های خود را به ال.ای. گانز رایلی تغییر دهد. ال.ای. گانز رایلی اولین تک آهنگ خود را به نام «Crawl» در ۲۰ آوریل ۲۰۲۰ منتشر کرد. پس از آن یک آلبوم استودیویی به نام Renegades منتشر شد که در ۱۳ نوامبر ۲۰۲۰ (قبل از اعمال تغییر نام) منتشر شد. این نسخه از گروه در آوریل ۲۰۲۱ پس از توافقی که بین رایلی با گانز و لوئیس حاصل شد، نام خود را به ال.ای. گانز رایلی تغییر داد. رایلی در ۲۴ اکتبر ۲۰۲۳ پس از تحمل مشکلات مختلف سلامتی درگذشت. در زمان مرگ او، ال.ای. گانز رایلی کار روی دومین آلبوم خود، The Dark Horse را تکمیل کرده بود که در ۲۲ ژانویه ۲۰۲۴ به افتخار شصت و هشتمین سالگرد تولد رایلی منتشر شد.
ال.ای. گانز (شاهکار تریسی گانز و فیل لوئیس) یک تک آهنگ جدید با نام «Let You Down» را در ۶ می ۲۰۲۰ منتشر کرد. این آلبوم به عنوان اولین تک‌آهنگ از چهاردهمین آلبوم استودیویی آن‌ها به نام گذشتهٔ شطرنجی منتشر شد که در ۱۲ نوامبر ۲۰۲۱ منتشر شد و آدام همیلتون تهیه‌کنندهٔ آن درام بود.
در می ۲۰۲۲، اعلام شد که شاون دانکن جایگزین شین فیتزگیبون به عنوان درامر آنها شده است. ماه بعد، گیتاریست ایس فون جانسون فاش کرد که ال.ای. گانز در حال کار بر روی مواد جدید برای آلبوم استودیویی بعدی خود بوده است. آلبوم حاصل، الماس سیاه، در ۱۴ آوریل ۲۰۲۳ منتشر شد.

## اعضای گروه

### اعضای فعلی ال.ای. گانز
- تریسی گانز – گیتار لید، بک آواز (۱۹۸۵–۱۹۸۳، ۲۰۰۲–۱۹۸۵، ۲۰۱۶–اکنون؛ ۲۰۱۲–۲۰۰۶ در ال.ای. تریسی گانز)، گیتار ریتم (۱۹۸۵–۱۹۸۳، ۱۹۹۹–۱۹۹۵، ۲۰۰۲–۲۰۰۱; ۲۰۱۲–۲۰۰۶ در ال.ای. تریسی گانز)
- فیل لوئیس – خوانندهٔ اصلی (۱۹۹۵–۱۹۸۷، ۱۹۹۹–اکنون)، گیتار ریتم (۲۰۱۶–۲۰۰۳)
- آدام همیلتون - درام (۲۰۲۰–فقط نوازندهٔ پشتیبان)، کیبورد (۲۰۰۷–۲۰۰۱، ۲۰۱۸)، بیس (۲۰۰۷–۲۰۰۱)، گیتار ریتم (۲۰۱۸)، بک آواز (۲۰۰۷–۲۰۰۱، ۲۰۱۸، ۲۰۲۰–اکنون)
- جانی مارتین – بیس (۲۰۱۶–اکنون)
- ایس فون جانسون – گیتار ریتم، بک وکال (۲۰۱۸–اکنون)
- شاون دانکن – درام، سازهای کوبه‌ای (۲۰۲۲–اکنون فقط اجرای زنده)

### اعضای فعلی ال.ای. گانز رایلی
- کلی نیکلز – بیس، بک آواز، سازدهنی گاه به گاه، (۲۰۱۸–اکنون؛ ۱۹۹۵–۱۹۸۷، ۲۰۰۰–۱۹۹۹ در ال.ای. گانز گانز/لوئیس)
- اسکات گریفین – گیتار اصلی، بک خواننده (۲۰۱۸–اکنون)، گیتار ریتم (۲۰۱۹–۲۰۱۸)، بیس (۲۰۰۹–۲۰۰۷، ۲۰۱۴–۲۰۱۱ در ال.ای. گانز رایلی/لوئیس)
- کرت فرولیچ – خوانندهٔ اصلی، گیتار ریتم (۲۰۱۹–اکنون)

### اعضای سابق ال.ای. گانز
- راب گاردنر – درامز، بک خواننده (۱۹۸۴–۱۹۸۳)
- مایک جاگوس – خوانندهٔ اصلی (۱۹۸۴–۱۹۸۳)، (۱۹۸۴)، درگذشت ۲۰۱۴
- دنی تول - بیس (۱۹۸۳)
- اوله بیچ - بیس، بک خواننده (۱۹۸۴–۱۹۸۳)، درگذشت ۱۹۹۱
- اکسل رز - خوانندهٔ اصلی (۱۹۸۴)
- میک کریپس - بیس (۱۹۸۵–۱۹۸۷)، گیتار لید و ریتم، کیبورد، بک خواننده (۱۹۹۵–۱۹۸۵)، (۲۰۰۰–۱۹۹۹)، (۲۰۰۱–۲۰۰۰)
- نیکی الکساندر - درامز (۱۹۸۷–۱۹۸۵)
- پل بلک - خوانندهٔ اصلی (۱۹۸۷–۱۹۸۵)
- رابرت استودارد - گیتار لید (۱۹۸۵)، گیتار ریتم (۱۹۸۷–۱۹۸۵)
- ماتی بی - بیس (۱۹۸۷)
- کلی نیکلز - بیس، بک خواننده (۱۹۹۲–۱۹۸۷)، (۲۰۱۶–۱۹۹۴)، درگذشت ۲۰۲۳
- استیو رایلی - درامز، بک خواننده (۱۹۹۲–۱۹۸۷)، (۲۰۱۶–۱۹۹۴)، درگذشت ۲۰۲۳
- مایک گرسیما - درامز (۱۹۹۴–۱۹۹۲)، درگذشت ۲۰۲۱
- جانی کریپت - گیتار ریتم (۱۹۹۵)، بیس، بک خواننده (۱۹۹۹–۱۹۹۵)
- کریس ون دال - خوانندهٔ اصلی (۱۹۹۷–۱۹۹۵)
- رالف سائنز - خوانندهٔ اصلی (۱۹۹۸–۱۹۹۷)
- جو لسته - خوانندهٔ اصلی (۱۹۹۸)
- جیزی پرل - خوانندهٔ اصلی (۱۹۹۹–۱۹۹۸)
- استفان آدیکا - بیس (۱۹۹۹)
- چاک گاریک - بیس (۱۹۹۹)
- مادی استارداست - بیس (۲۰۰۱–۲۰۰۰)
- برنت مسکات - گیتار ریتم (۲۰۰۰)، (۲۰۰۳–۲۰۰۲)، (۲۰۰۳)
- کف راتکلیف - گیتار لید (۲۰۰۲)
- کریس هلمز - گیتار لید (۲۰۰۲)
- کری کلی - گیتار لید (۲۰۰۳–۲۰۰۲)
- کریس پالسون - گیتار لید (۲۰۰۳–۲۰۰۲)
- استیسی بلیدز - گیتار لید، خواننده (۲۰۱۲–۲۰۰۴)
- جرمی گانز - بیس (۲۰۱۰–۲۰۰۶)
- چاد استوارت - درامز، بک خواننده (۲۰۱۱–۲۰۰۷)
- الک بائر - گیتار ریتم (۲۰۰۹–۲۰۰۷)
- مارتی کیسی - خوانندهٔ اصلی (۲۰۰۹–۲۰۰۸)
- دنی نوردال - بیس (۲۰۱۲–۲۰۱۰)
- دونی گری - درامز، بک خواننده (۲۰۱۲–۲۰۱۱)
- دیلانا - خوانندهٔ اصلی (۲۰۱۱)
- تونی وست - خوانندهٔ اصلی (۲۰۱۲–۲۰۱۱)
- اسکات فاستر هریس - خوانندهٔ اصلی (۲۰۱۲)
- اریک گروسمن - بیس (۲۰۱۲)
- اسکاتی گریفین - بیس، بک خواننده (۲۰۰۹–۲۰۰۷)، (۲۰۱۴–۲۰۱۱)
- کنی کوئینز - بیس، بک خواننده (۲۰۱۱–۲۰۰۹)، (۲۰۱۶–۲۰۱۴)
- فرانک ویلسی - گیتار لید (۲۰۱۳–۲۰۱۲)
- مایکل گرانت - گیتار لید (۲۰۱۶–۲۰۱۳)، گیتار ریتم، یک خواننده (۲۰۱۸–۲۰۱۶)
- شین فیتزگیبون - درامز، فقط اجرای تور (۲۰۱۹–۲۰۱۶)، (۲۰۲۲–۲۰۲۱)
- جانی موناکو - گیتار ریتم، بک خواننده (۲۰۱۸)
- جیکوب بانتون - خواننده اصلی، گیتار ریتم (۲۰۱۹–۲۰۱۸)
- اسکات کوگان - درامز، بک خواننده، فقط اجرای تور (۲۰۲۱–۲۰۱۹)

## ترانه‌شناسی

### ال.ای. گانز
- ال.ای. گانز (۱۹۸۸)
- خمیده و بارگزاری‌شده (۱۹۸۹)
- خون‌آشام‌های هالیوود (۱۹۹۱)
- دایرۀ باطل (۱۹۹۴)
- هاردکور آمریکایی (۱۹۹۶)
- بنفش کوچک‌شده (۱۹۹۹)
- مردی در ماه (۲۰۰۱)
- بیداری مردگان (۲۰۰۲)
- قصه‌هایی از نوار (۲۰۰۵)
- هالیوود برای همیشه (۲۰۱۲)
- صلح گمشده (۲۰۱۷)
- شیطانی که می‌شناسی (۲۰۱۹)
- گذشتهٔ شطرنجی (۲۰۲۱)
- الماس سیاه (۲۰۲۳)

### ال.ای. گانز رایلی
- Renegades (۲۰۲۰)
- The Dark Horse (۲۰۲۴)